# Centralbank
En centralbank er den institution, der forestår udstedelsen af penge og har hovedansvaret for valuta- og pengepolitikken i et land eller en gruppe af lande med fælles valuta, f.eks. Euroland.. Nogle centralbanker er offentligt ejede, andre private. I praksis er der ringe forskel på de to ejerskabsmodeller, eftersom sidstnævntes profit i realiteten overføres til staten i form af skatter eller direkte overførsler. Som hovedregel er centralbanker "uafhængige" af det et samfunds demokratiske processer, og står således alene til ansvar overfor sig selv.
Det hører ofte til centralbankens primære opgaver at sørge for en lav og stabil inflation (ved at føre pengepolitik), stabilisere enten de indenlandske konjunkturer eller den nationale valuta, og sikre en sund finansiel sektor. Desuden kan centralbanken styre landets handel med fremmed valuta, administrere landets guldreserver og statens obligationer. Centralbanken fungerer desuden som udsteder af lån til den finansielle sektor, idet centralbanken ofte fungerer som bankernes bank.
Sveriges Riksbank regnes for at være verdens ældste centralbank, idet den blev oprettet af "Riksens Ständer" (rigsdagen) i 1668. Riksbanken ejes af Riksdagen og er dermed uafhængig af regeringen.
Danmarks centralbank hedder Danmarks Nationalbank og blev oprettet i 1818.